# Fresnicourt-le-Dolmen
Fresnicourt-le-Dolmen – miejscowość i gmina we Francji, w regionie Hauts-de-France, w departamencie Pas-de-Calais.
Według danych na rok 1990 gminę zamieszkiwało 907 osób, a gęstość zaludnienia wynosiła 114 osób/km² (wśród 1549 gmin regionu Nord-Pas-de-Calais Fresnicourt-le-Dolmen plasuje się na 592. miejscu pod względem liczby ludności, natomiast pod względem powierzchni na miejscu 450.).